# Liste der Baudenkmäler in Albertshofen
Auf dieser Seite sind die Baudenkmäler in der unterfränkischen Gemeinde Albertshofen zusammengestellt. Diese Tabelle ist eine Teilliste der Liste der Baudenkmäler in Bayern. Grundlage ist die Bayerische Denkmalliste, die auf Basis des Bayerischen Denkmalschutzgesetzes vom 1. Oktober 1973 erstmals erstellt wurde und seither durch das Bayerische Landesamt für Denkmalpflege geführt wird. Die folgenden Angaben ersetzen nicht die rechtsverbindliche Auskunft der Denkmalschutzbehörde.
 Diese Liste gibt den Fortschreibungsstand vom 15. April 2020 wieder und enthält 7 Baudenkmäler.

## Baudenkmäler
| Lage                                    | Objekt                              | Beschreibung                                                                                  | Akten-Nr.             | Bild           |
| --------------------------------------- | ----------------------------------- | --------------------------------------------------------------------------------------------- | --------------------- | -------------- |
| Hindenburgstraße 5 (Standort)           | Gasthof Goldener Stern              | Zweigeschossiger Walmdachbau mit geohrten Fensterrahmungen und Hofeinfahrt, bezeichnet „1715“ | D-6-75-112-1 Wikidata | weitere Bilder |
| Hindenburgstraße 5 (Standort)           | Gasthof Goldener Stern              | Ausleger                                                                                      | D-6-75-112-1 Wikidata | BW             |
| Hindenburgstraße 21 (Standort)          | Geschnitzte Holztür                 | Um 1830; nicht nachqualifiziert                                                               | D-6-75-112-2 Wikidata | BW             |
| Kirchstraße 6 (Standort)                | Rathaus                             | Zweigeschossiger Bruchsteinbau mit Mansarddach, bezeichnet „1926–27“                          | D-6-75-112-3 Wikidata | weitere Bilder |
| Kirchstraße 37 (Standort)               | Pfarrhaus                           | Zweigeschossiger traufständiger Walmdachbau mit geohrten Rahmungen, 18. Jahrhundert           | D-6-75-112-4 Wikidata | weitere Bilder |
| Kirchstraße 43 (Standort)               | Rundbogiger Torbogen                | Teilweise zugemauert und mit einer Tür versehen, bezeichnet „1733“                            | D-6-75-112-5 Wikidata | weitere Bilder |
| Kirchstraße 45a (Standort)              | Evangelisch-lutherische Pfarrkirche | Chorturm 15. Jahrhundert, Langhaus und Turmobergeschoss wohl 1617; mit Ausstattung            | D-6-75-112-6 Wikidata | weitere Bilder |
| Kirchstraße 45a (Standort)              | Kirchhofbefestigung                 | Reste der ehemaligen Kirchhofbefestigung, größtenteils überbaut                               | D-6-75-112-6 Wikidata | weitere Bilder |
| Mainstraße 2; an der Scheune (Standort) | Sandsteinwappen                     | 18. Jahrhundert; nicht nachqualifiziert                                                       | D-6-75-112-7 Wikidata | BW             |